# إنجيل يوحنا (فلم 2003)
إنجيل يوحنا هو فيلم ملحمي عام 2003، يروي حياة يسوع حسب إنجيل يوحنا. يتبع هذا الفيلم الروائي الملحمي الذي تبلغ مدته ثلاث ساعات إنجيل يوحنا بدقة، دون إضافات إلى القصة من الأناجيل الأخرى أو إغفال مقاطع الإنجيل المعقدة.

## إنتاج
تم إنشاء هذا الفيلم من قِبل مجموعة من الفنانين من كندا و‌المملكة المتحدة، إلى جانب مستشارين أكاديميين ولاهوتيين من جميع أنحاء العالم. تم اختيار الممثلين بشكل أساسي من مهرجان ستراتفورد شكسبير وشركة مسرح سولبيبر، وكذلك شركة شكسبير الملكية البريطانية والمسرح الملكي الوطني. النوتة الموسيقية، التي ألفها جيف دانا وتم إنشاؤها للفيلم، تعتمد جزئياً على موسيقى الفترة التوراتية. الفيلم من إنتاج شركة الكتاب المقدس المرئية.

## الطاقم
- كريستوفر بلامر في دور الراوي.
- هنري إيان كوسيك في دور يسوع الناصري.
- ستيوارت بانس في دور يوحنا بن زبدي.
- دانيال كاش في دور بطرس.
- ستيفن راسل في دور بيلاطس البنطي.
- آلان فان سبرانج في دور يهوذا الإسخريوطي.
- ديانا بريمان في دور مريم والدة يسوع.
- ريتشارد لانتيرن في دور الفريسي الرائد.
- سكوت هاندي في دور يوحنا المعمدان.
- لينسي باكستر في دور مريم المجدلية.
- دييجو ماتاموروس في دور نيقوديموس.
- نانسي بالك بدور المرأة السامرية.
- إيليوت ليفي في دور برثولماوس.
- أندرو بيفكو بدور فيلبس.
- سيدريك سميث في دور قيافا
- تريستان جيميل في دور أندراوس.
- ستيوارت فوكس في دور رجل أعمى.
- ديفيد ماير في دور رجل أعرج.
- نيكولاس فان بوريك في دور اللاوي الشاب.
- وليام باباس في دور اللاوي الكبير.

## المخرجون والمنتجون
أخرج الفيلم فيليب سافيل وشارك في إنتاجه المنتج الكندي جارث درابينسكي والمنتج البريطاني كريس كريسافيس.
المنتجون التنفيذيون هم ساندي بيرل وجويل بي مايكلز ومايرون جوتليل ومارتن كاتز.

## مساهمات هامة أخرى
وشارك أيضًا كاتب السيناريو جون جولدسميث، ومصمم الإنتاج دون تايلور، ودامج الصوت ديفيد لي، وخبير التجميل تريفور براود، ومصمم الأزياء ديبرا هانسون، ومدير محرري التصوير الفوتوغرافي والأفلام ميروسلاف بازاك وميشيل أركاند.

## نقد
في حين أن الفيلم يمثل إلى حد كبير تصويرًا أمينًا لإنجيل يوحنا، فقد علق البعض على أن إدراج مريم المجدلية في العشاء الأخير ليس له اقتباس من الكتاب المقدس. ومع ذلك، وفقًا للأناجيل، كانت واحدة من النساء اللواتي رافقت يسوع والتلاميذ إلى أورشليم، وكانت حاضرة في صلب يسوع ودفنه، وكانت أول من ظهر ليسوع بعد قيامته، وكانت مع التلاميذ في العلية بعد القيامة.

## روابط خارجية
- مقالات تستعمل روابط فنية بلا صلة مع ويكي بيانات

- استعراض متحمس لأندي نازيلي
- الفنون والإيمان قائمة أفضل 100 فيلم روحانيًا
- المدونة على إنجيل جون فيلم